# Joueur français de l'année 2009
Navigation
Édition précédente Édition suivante
Le joueur français de l'année 2009 est un trophée récompensant le meilleur footballeur français au cours de l'année civile 2009. Il s'agit de la 52e remise du trophée du meilleur joueur français depuis 1958.

## Palmarès
|    | Nom                                                    | Points |
| -- | ------------------------------------------------------ | ------ |
| 1  | Yoann Gourcuff (Girondins de Bordeaux)                 | 127    |
| 2  | Nicolas Anelka (Chelsea FC)                            | 72     |
| 3  | Hugo Lloris (Olympique lyonnais)                       | 61     |
| 4  | Thierry Henry (FC Barcelone)                           | 55,5   |
| 5  | Franck Ribéry (Bayern Munich)                          | 42     |
| 6  | André-Pierre Gignac (Toulouse FC)                      | 26     |
| 7  | Lassana Diarra (Real Madrid CF)                        | 25,5   |
| 8  | Patrice Évra (Manchester United)                       | 24     |
| 9  | Karim Benzema (Olympique lyonnais puis Real Madrid CF) | 23     |
| 10 | Jérémy Toulalan (Olympique lyonnais)                   | 16     |
| 11 | Éric Abidal (FC Barcelone)                             | 16     |